# San Sixto (título cardenalicio)
San Sixto Crescentianae, mencionado en el Sínodo romano del 1 de marzo del 499, probablemente corresponde a la Basílica de Crescentia, citado en el Liber Pontificalis y fundada por el papa Anastasio I. Según Kirsch y la duquesa, que sería el predecesor del título actual San Sixto.
Sin embargo, según el Cristofori, el título de San Sixto fue establecido en el año 590 por el papa Gregorio I para sustituir el título Tigridae erigido en el año 112 por el papa Evaristo.
Según el catálogo de Pietro Mallio, escrito por el papa Alejandro III, este título se adjunta a la basílica de San Pablo Extramuros.

## Titulares
- Romano (494-?)
- Basso (590-?)
- Bonifacio (?) (590?-?)
- Felice (603-?)
- Donato (761-?)
- Benedetto (964- prima del 993)
- Leone (993- prima del 1012)
- Pietro (1012- circa 1037)
- Pietro (1037- prima del 1060)
- Paolo Gentili (1088-1099)
- Sigizzone (o Sigismondo) seniore (1099- circa 1100)
- Pietro Modoliense (circa 1100- prima del 1117)
- Sigizzone iuniore (circa 1117-?)
- Arnaud de Villemur, O.S.A. (1350-1355)
- Nicolás Rosell, O.P. (1356-1362)
- Simon Langham (1368-1373)
- Luca Rodolfucci de Gentili (1378-1389)
- Leonardo Rossi (o de Grifonio, o de Ciffono, o de Giffono, o de Jovis Fano, o de Rubeis), Ordine dei Frati Minimi (1378-1407), pseudocardenal del antipapa Clemente VII
- Giovanni Dominici, O.P. (1408-1419)

Sede vacante (1419-1432)
- Juan Casanova, O.P. (1432-1436)
- Vacante (1436-1440)
- Juan de Torquemada, O.P. (1440-1446)
- Jan de Raguse, O.P. (1440-1443), pseudocardenal del antipapa Félix V
- Vacante (1446-1471)
- Pietro Riario, O.F.M. (1471-1475)
- Pedro Ferris (o Ferrís, o Ferriz) (1476-1478)
- Cosma Orsini (mayo 1480)
- Pierre de Foix el joven (1485-1490)
- Paolo Fregoso (o Campofregoso) (circa 1490-1498)
- Georges d'Amboise (1498-1510)
- Achille Grassi (1511-1517)
- Tommaso Vio, O.P. (1517-1534)
- Nikolaus von Schönberg (o Schomberg, o Scomber), O.P. (1535-1537)
- Gian Pietro Carafa (1537-1541)
- Juan Álvarez de Toledo (1541-1547)
- Charles de Bourbon (1549-1561)
- Philibert Babou de la Bourdaisière (1561-1564)
- Ugo Boncompagni (1565-1572)
- Filippo Boncompagni (1572-1586)
- Jerzy Radziwill (1587-1600)
- Alfonso Visconti (1600-1608)
- Giambattista Leni (1608-1618)
- Francisco Gómez de Sandoval y Rojas (1621-1625)
- Laudivio Zacchia (1626-1629)

Sede vacante (1629-1634)
- Agostino Oreggi da Santa Sofia (1634-1635)
- Carlo de Medici (1644-1645)
- Domenico Cecchini (1645-1656)
- Giulio Rospigliosi (1657-1667)
- Giacomo Rospigliosi (1668-1672)
- Vincenzo Maria Orsini, O.P. (1672-1701)
- Nicola Spinola (1716-1725)
- Agostino Pipia, O.P. (1725-1729)
- Louis-Antoine de Noailles (1729)
- Francesco Antonio Finy (1729-1738)
- Vincenzo Ludovico Gotti, O.P. (1738-1742)
- Luigi Maria Lucini, O.P. (1743-1745)
- Carlo Vittorio Amedeo delle Lanze (1747-1758)
- Giuseppe Agostino Orsi, O.P. (1759-1761)

Sede vacante (1761-1769)
- Giovanni Molin (1769-1773)
- Juan Tomás de Boxadors, O.P. (1775-1780)

Sede vacante (1780-1829)
- Jean-Baptist-Marie-Anne-Antoine de Latil (1829-1839)
- Gaspare Bernardo Pianetti (1840-1862)
- Filippo Maria Guidi, O.P. (1863-1872); in commendam (1872-1877)
- Lucido Maria Parocchi (1877-1884)
- Camillo Siciliano di Rende (1887-1897)
- Giuseppe Antonio Ermenegildo Prisco (1898-1923)

Sede vacante (1923-1930)
- Achille Liènart (1930-1973)
- Octavio Antonio Beras Rojas (1976-1990)
- Ignatius Kung Pin-mei (1991-2000)
- Marian Jaworski (2001-2020)
- Antoine Kambanda (2020 - actual)